# Regiotram
Het begrip Regiotram werd gebruikt in het kader van de plannen voor een elektrische tramverbinding in en om Groningen, onder de naam RegioTram Groningen. De regiotram was vergelijkbaar met het tramtrein- of lightrail-principe, het ging hierbij om lagevloertrams die iets breder zouden zijn dan een gewone stadstram, zoals de RegioCitadis.
Ook tussen Zwolle en Kampen waren er plannen voor een Regiotram, die na elektrificatie van de Kamperlijn hier de dieseltrein zou moeten gaan vervangen.